# Megabruchidius
Megabruchidius — рід жуків з родини Bruchidae, що нині об'єднує три види: Megabruchidius tonkineus, Megabruchidius dorsalis та Megabruchidius sophorae.
Для роду Megabruchidius характерне таке поєднання ознак (на основі Borowiec 1987): передньоспинка дзвоникоподібна або конічна, антени короткі, немає статевого диморфізму, IV і V або IV-VI борозенки надкрил з базальними горбками, середні гомілки самця  прості (без шипів або пластин), заднє стегно з дуже тонким шипом на внутрішньому вентральному краю, задня гомілка пряма, з 3-4 кілями, пігідій самки з двома овальними, голими верхівковими ямками, I черевний вентрит самця з впадиною або щільним пасмом волосків, серединну лопать помірно довга, черевна стулка широка, не трикутна, внутрішній мішок сильно складчастий, утворює бічні пазухи, без великих склеритів, бічні лопаті впадають, широко і глибоко розділені. Довжина тіла 4,3-6,0 мм.
Megabruchidius можна відрізнити від інших європейських родів Bruchini за дуже тонким шипом на внутрішньому вентральному краю заднього стегна. Заднє стегно Callosobruchus Pic, 1902 має зубці як на внутрішньому, так і на зовнішньому вентральному краю. Види Mimosetes Bridwell, 1946, Pseudopachymerina Zacher, 1952 та Paleoacanthoscelides Borowiec, 1985 мають принаймні два субапікальні зубці на задньому стегні. Обидва європейські види Acanthoscelides Schilsky, 1905 мають заднє стегно з великим зубцем і декількома дрібнішими зубцями.